# 威廉·柯诺宁
威廉·格奥尔基耶维奇·柯诺宁（俄语：Вильгельм Георгиевич Кно́рин；1890年8月29日（17日）—1938年7月29日），曾任白俄罗斯共产党中央委员会第一书记，领导过共产国际的信息和宣传部门、苏共中央理论和政治机关刊物《共产党人》总主编。1937年被捕。1938年判处枪决。1955年平反。